# Der Polizeibericht meldet … (1935)
Der Polizeibericht meldet … ist ein US-amerikanischer Kriminalfilm aus dem Jahr 1935 von George B. Seitz mit Maureen O’Sullivan und Joel McCrea in den Hauptrollen. Das Drehbuch basiert auf der Erzählung Get That Girl von Wilson Collison.

## Handlung
Während sie auf das Urteil in ihrem Mordprozess wartet, flirtet Ann Gray, die wegen Mordes an dem Gangster Ted Arnold angeklagt ist, mit dem Anwalt Tony Baxter. Nachdem Ann wegen Mordes ersten Grades für schuldig befunden wird, kommt sie ins Gefängnis. Mit Hilfe des Bandenführers Smiley gelingt ihr jedoch die Flucht. Dieser will sie aus dem Gefängnis heraushalten, weil er glaubt, dass sie Informationen besitzt, die für ihn von Wert sind. Obwohl die Flucht gelingt, wendet sie sich nicht wie geplant an Smiley, sondern lässt sich stattdessen von Tony mitnehmen, der nicht weiß, dass Ann vor Gericht stand oder dass sie auf der Flucht ist. 
Während ein umfassendes Bulletin über Anns Gefangennahme herausgegeben wird, bringt Tony sie in seine Wohnung. Sweeney, der Hausdetektiv in Tonys Gebäude, bemerkt Anns Bild in der Zeitung und erkennt, dass sie es war, die Tony zu seiner Wohnung begleitet hat. Bevor Sweeney die Polizei rufen und Tony beschuldigen kann, die Flüchtige beherbergt zu haben, trifft Betty Randolph, Tonys Verlobte, ein. Mit der Hilfe von seinem persönlichen Diener Peedles erweckt Tony den Anschein, als hätte Sweeney Betty mit dem Flüchtling verwechselt. Nachdem die alarmierten Detectives und Betty gegangen sind, bietet Tony, überzeugt von Anns Unschuld, ihr seine Hilfe an. Ann erklärt, dass sie naiv war, als sie in New York ankam und sich unabsichtlich den Gangstern anschloss. Sie gibt auch zu, dass sie vom Gangster Monk Shelby ausgenutzt wurde.
Als Shelby Ann bei Tony anruft und sie bittet, ihn zu treffen, willigt Tony ein, sie zu ihm zu fahren. Ohne dass Ann und Tony es ahnen, wurde Shelby von Smiley gezwungen, den Anruf zu tätigen, der daraufhin den Anrufer erschießt. Als sie am vorgesehenen Treffpunkt ankommen, werden Ann und Tony von Smiley als Geiseln genommen, können aber bald entkommen, indem sie mit ihrem Auto durch eine Wand krachen. Anschließend fliehen sie zu Ma Purdy's, einem verlassenen Straßenrestaurant, wo sie sich als die Besitzer des Lokals ausgeben, als ein Polizist auftaucht. Der Polizist verhaftet Ann und Tony, weil sie bei Ma Purdy eingebrochen sind, doch bevor er sie abführen kann, überschütten sie ihn mit Applejack und machen ihn betrunken. Sobald der Polizist ohnmächtig ist, stehlen Ann und Tony sein Auto und küssen sich. Als sie zu Tonys Wohnung zurückkehren, informiert Peedles seinen Chef, dass die Polizei da gewesen sei und sich nach seinem Auto erkundigt habe. Tony wird in das Büro des Bezirksstaatsanwalts Martin gerufen, wo ihm mitgeteilt wird, dass die Leiche von Monk Shelby in einem Graben in der Nähe seines Autos gefunden wurde. Unterdessen erkennt Ann, dass Tony ihretwegen in Schwierigkeiten geraten könnte. Sie ruft Martin an und kündigt an, sich zu stellen, bereitet aber gleichzeitig ihren Selbstmord vor. Gerade als sie sich selbst erschießen will, greift eine Hand von hinten, um sie aufzuhalten, und es ertönt ein Schuss. 
Als Martin bei Tony ankommt, um Ann abzuholen, ist Ann verschwunden. Er findet Peedles mit einer Schusswunde am Boden vor. Aufgrund des einzigen Hinweises, den er hat, schlägt Tony Martin vor, in Smileys Nachtclub zu gehen. Dort glaubt er, die Gangster und Ann zu finden. Tony, Martin und die Polizei treffen ein, es kommt zu einem Faustkampf, gefolgt von einer Schießerei. Smiley wird verhaftet und Tony erfährt, dass der noch lebende Shelby den Mord an Arnold gestanden hat. Ann, nun rehabilitiert, rast mit Tony in einem Motorboot davon.

## Hintergrund
Gedreht wurde der Film vom 15. Bis zum 22. Mai und vom 1. bis Mitte Juni 1935 in den MGM-Studios in Culver City.
Der Film wurde unter dem Namen Manhattan Madness unter der Regie von Richard Boleslawski begonnen. Nach zwei Drehtagen soll Boleslawski den Film verlassen haben, um bei Unter der Peitsche Regie zu führen. Anschließend wurden zwei weitere Regisseure mit dem Film beauftragt, bevor George B. Seitz die Rolle des vierten und letzten Regisseurs übernahm. Diese Unruhen führten offenbar zu zahlreichen Verzögerungen und Unterbrechungen im Drehplan. Boleslawski wurde durch Harry Beaumont ersetzt, der bald den Film verließ und verkündete, dass er mit dem Drehbuch unzufrieden sei. Ende Mai wurde J. Walter Ruben mit der Regie des Films beauftragt, aber er wurde abgelöst, um bei Riffraff Regie zu führen.
Franchot Tone und Wallace Beery wurden für die männliche Hauptrolle in Betracht gezogen, bevor Joel McCrea die Rolle zugewiesen wurde. Tone übernahm die Rolle nicht, weil MGM ihn damit beauftragt hatte, Robert Montgomery in Meuterei auf der Bounty zu ersetzen. Aus einer Vorabmeldung der Personalabteilung geht hervor, dass George Hanneman nach Beaumonts Weggang damit beauftragt wurde, das Drehbuch zu überarbeiten.
Nach der Veröffentlichung des Films wurde in einer Pressemeldung darauf hingewiesen, dass aufgrund eines Studiofehlers zu viele Autorennamen im Abspann auftauchten. Lediglich Fields, Silverstein und Collison sollten Autoren-Credits erhalten.
Cedric Gibbons oblag die künstlerische Leitung, wurde von Edwin B. Willis und Joseph C. Wright unterstützt. Verantwortlicher Toningenieur war Douglas Shearer.
Am 2. August 1935 kam der Film in die US-Kinos.

## Kritiken
Der Filmkritiken-Aggregator Rotten Tomatoes hat in einer Auswertung ein Publikumsergebnis von 57 Prozent positiver Bewertungen ermittelt.
Im Portal Reelfilm bemängelte David Nusair, dass der Mittelteil zunehmend ermüdend und verworren sei.
Im Portal Wordpress wurde hingegen besonders die Kameraarbeit gelobt. Kameramann Clarke arbeite mit einem deutlich bescheideneren Budget und schaffe einige wunderschöne Bilder, insbesondere während des Höhepunkts des Films am Hafen. Er nutze die Kamera auch, um O’Sullivan in ihren Nahaufnahmen unglaublich schön aussehen zu lassen. Beide Hauptdarsteller liefern charmante, witzige und geistreiche Darbietungen, die auch in den schlimmsten Situationen ihren Humor finden. Abgerundet werde die Besetzung durch wunderbare Charakterdarsteller.